# Sherwoodhaj
Sherwoodhaj  (Scymnodalatias sherwoodi) är en hajart som först beskrevs av Gilbert Edward Archey 1921.  Scymnodalatias sherwoodi ingår i släktet Scymnodalatias och familjen håkäringhajar. Inga underarter finns listade i Catalogue of Life.
Sherwoodhajen kan nå en maximal längd på 85 cm och har fångats utanför Nya Zeeland och södra Australien. 
Arten vistas i områden som ligger 150 till 500 meter under vattenytan. En 80 cm lång hanne var könsmogen.
Några exemplar kan hamna som bifångst i fiskenät. Populationens storlek är okänd. IUCN kategoriserar arten globalt som otillräckligt studerad.